# Юрій-Болеслав Тройденович
Юрій II Болеслав Тройденович (1298 або між 1311 і 1314 — бл. 21 березня, 7 квітня або 9 квітня 1340) — князь і господар земель Волині та Галичини (1325—1340), з династії мазовецьких П'ястів. Син мазовецького князя Тройдена I і його дружини Марії Юріївни, дочки князя Юрія I Львовича.

## Біографія

### Діяльність
У самій середині 1320-х років, князь і господар Руси Андрій Юрієвич, що від початку правління, наслідуючи політиці батька, розгорнув наступальні війні на царство Чингізидів (яке тоді погрузло у феодальних протистояннях між новообраним ханом Узбеком та його підлеглими), або загинув десь воюючи з татарами, або гіпотетично помер від невідомої хвороби. Хай там як, а раніше, чи водночас, помер і його молодший брат Лев, що трагічно скінчило пряму старшу гілку Романовичів, яка володіла найбільшою територією незалежних від Улуса Джучі руських князівств.
Розгорнулася тимчасова політична криза, де на престол ворожої хану Узбеку монархії мали династичні підстави чимало кандидатів (згідно із стандартною середньовічною системою прав). Це були малий литовський княжич Любарт Гедимінович, давній союзник Романовичів Владислав польський, король Угорщини Карл Роберт, сілезькі князі П'ясти Генрік та Ян, і мазовецький княжич Болеслав, онук короля Юрія Львовича.
Як обґрунтовано доводить Л. Войтович — важкі перемовини усіх сторін привели до влади Тройденовича, онука Юрія Львовича, оскільки іншим сторонам забракло снаги. Близько 1325 року молодий Болеслав Тройденович був обраний князем на престол, прийнятний зокрема ханові Узбеку, якому ніяк не була вигідна монарша унія Руси з Литвою чи Угорщиною. Будучи від народження охрещеним католиком, Болеслав все ж перейшов у православну віру та взяв ім'я Юрій на честь свого діда-короля.
В силу важкого політичного тиску та посилення потужності Улусу Джучі, уникаючи кидати виклик хану Узбеку і заявляти претензії на всю Русь, Юрій не був окремо коронований, на тлі зіткнень із західними королівствами держав мир із татарами.
Стара польська історіографія твердила, що він став сателітом Польщі, однак за відсутністю підтверджень є безпідставними міфами, вочевидь появою зв'язані із майбутнім зв'язком Польщі та Руси й претензіями
Перший час за малолітства владою опікувалася мати князя Марія. У зовнішній політиці Руське князівство намагалося дотримуватись балансу стосовно сусідів. Важливим стало протистояти експансії відроджених твердих монархій Польщі та Угорщини, тож двір підтримував союзні відносини з Тевтонським орденом, Литвою, Священною Римською імперією, і мир на сході, де Орда переживала другу золоту добу.
Столицею Юрія наймовірніше був саме Володимир, позаяк там правили два його попередники, й там він знайшов свою кончину.
1327 року було укладено союз з тевтонцями, володар надав дозвіл торуньським купцям торгувати у королівстві Руси. 1330 року Польське королівство і Велике князівство Литовське спільно діяли проти Тевтонського ордену та равського князя Земовита, тож Юрій II розірвав союзну угоду, а 1331 року за пропозицією матері і частини двору узяв одружитися з дочкою князя Литви Гедиміна — Офцею (Евфимією). Десь відтоді й починається самостійне правління Тройденовича.
Бл. 1332-го князь ходив походами разом з татарами на угорську провінцію року та воював Люблінщину, яку ще у 1303 року захопило Польське королівство, підступно вбивши намісника Георгія Розню.. Леонтій Войтович висловлює припущення, що це варто розглядати не як спроби повернути втрачені землі, а розладнати вельми загрозливе польсько-угорське зближення.
1334 р. в грамоті князя згадується «вірний вельможа» Олександр Молдавович, що в той час урядував в Русо-Влахії, отже вплив князівського двору не випустив Молдовську землю із орбіти, тож неодмінно відбувався конфлікт з угорцями за ті землі.
За Юрія II відроджується Галицька митрополія, очолена митрополитом Гавриїлом. Руські князі уважно дбають за політичне питання приналежності православної церкви, оскільки її ієрархи розбиті на окремі групи та підтримують різні сили. Ординська єпархія та Залісський Володимир-на-Клязьмі протистоять церковним тенденціям Руси та Литви на зближення із Заходом (1253/54 рр. — коронування правителя Князівства/Королівства Русі з благословення Папи Римського (королівські реґалії були передані Данилові папським леґатом), наміри Інокентія IV інтегрувати Русь у католицький світ, спроби руських правителів організувати хрестовий похід проти монголів, зростання впливу римо-католицизму у Литві), при цьому московські князі чинили спроби ліквідації Галицької митрополії — церковна напруга відповідає напрузі політичних відносин у великому регіоні.
Прагнучи зміцнити монаршу владу, подібно попередникам князь вів боротьбу проти сильних зем'ян Галичини, в якій спирався на міщан. Юрій II підтримував давню традицію розселення німецьких колоністів, як і решта східноєвропейських країн. Надав магдебурзьке право Сяноку 1339 року.
Ймовірно, за рішенням Другого з'їзду монархів в угорському Вишеграді (Вишеградського з'їзду), який відбувся 1338 (за Грушевським 1339) року, територія володінь Юрія ІІ мала б відійти до Казимира ІІІ як старшому титулом родичу. Частина польських історіографів досі доводять його участь у переговорах у Вишеграді 1335 та 1338 рр., де ніби було домовлено про успадкування руського престолу польським або угорським королем за відсутності прямих спадкоємців Юрія ІІ, однак докази участі короля або його посла у цих зустрічах відсутні., інша стверджувала (з нею погоджується Леонтій Войтович), що немає ніяких доказів участі Юрія ІІ або його посла у Вишеградських зустрічах 1335 р. і 1339 р., де було закладено основи польсько-угорської унії.

### Наслідки
Загинув 7 квітня або 9 квітня 1340 року через отруєння, не залишивши дітей.
Л. Войтович вважає версію отруєння з мотиву прихильності короля до католицького обряду та іноземців непереконливою і припускає, що бояри-змовники радше керувалися своїми зв'язками з Польщею або Угорщиною, котрі вже у 1338 році домовились про підтримку іншого претендента.
Очевидним та переконливим є пояснення, що відповідає історичній картині та причинам-наслідкам подій: між антипольським альянсом Тевтонського Ордену, Руси й Литви та альянсом Польщі з Угорщиною зав'язла купа інтересів. Серед інтриг та перед військовою ескалацією, ворожі до князя феодальні фракції, маючи зв'язок та завзято підтримуючи унію із Польщею — короля П'яста, вирішили усунути господаря, відкриваючи путь Казимиру без великої війни зайняти Руське королівство. Виконавцями убивства були Данило Тобільський та управитель дому Теодор Варра, а одним із змовників бояр Вовчок із Дроговижа.[джерело?].

За черговою версією суперечливих польських поглядів, нібито виснажені «терором» та знущаннями над жінками руської знаті, бояри організували проти Юрія II змову [джерело?] (за гіпотезою Ігоря Мицька, у церкві святого Юра у Львові). Проте варто зауважити, що тематика повстання бояр проти «жорстокого князя» не є унікальною у руських джерелах: наприклад, аналогічні події описує хроніст В. Кадлубек стосовно Романа Мстиславича — начебто останній влаштував боярському стану справжній терор. Із цих прикладів можна зробити висновок, що впливова частина боярства сильно опиралась централізації влади у руках князя чи короля та намагалась усунути незручних їм правителів (для прикладу, після смерті князя Романа, який намагався централізувати владу введенням майорату — подібна практика поширювалась у західноєвропейських державах з метою гальмування політичної роздробленості — бояри вигнали з міста його дружину (жінку) та синів — Данила та Василя). Отруєння Юрія ІІ Болеслава є прикладом аналогічної боротьби олігархату (у вигляді великого боярства) проти короля, що сильно дестабілізувало Руське Королівство і гальмувало консолідацію держави.

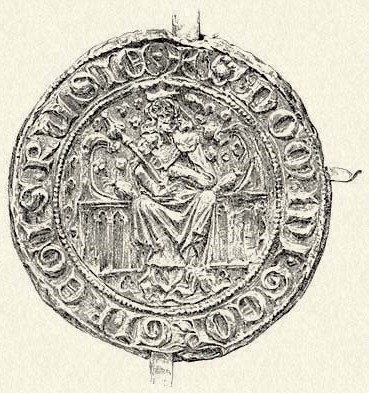
Печатка Юрія Львовича, що використовувалась Юрієм ІІ Тройденовичем

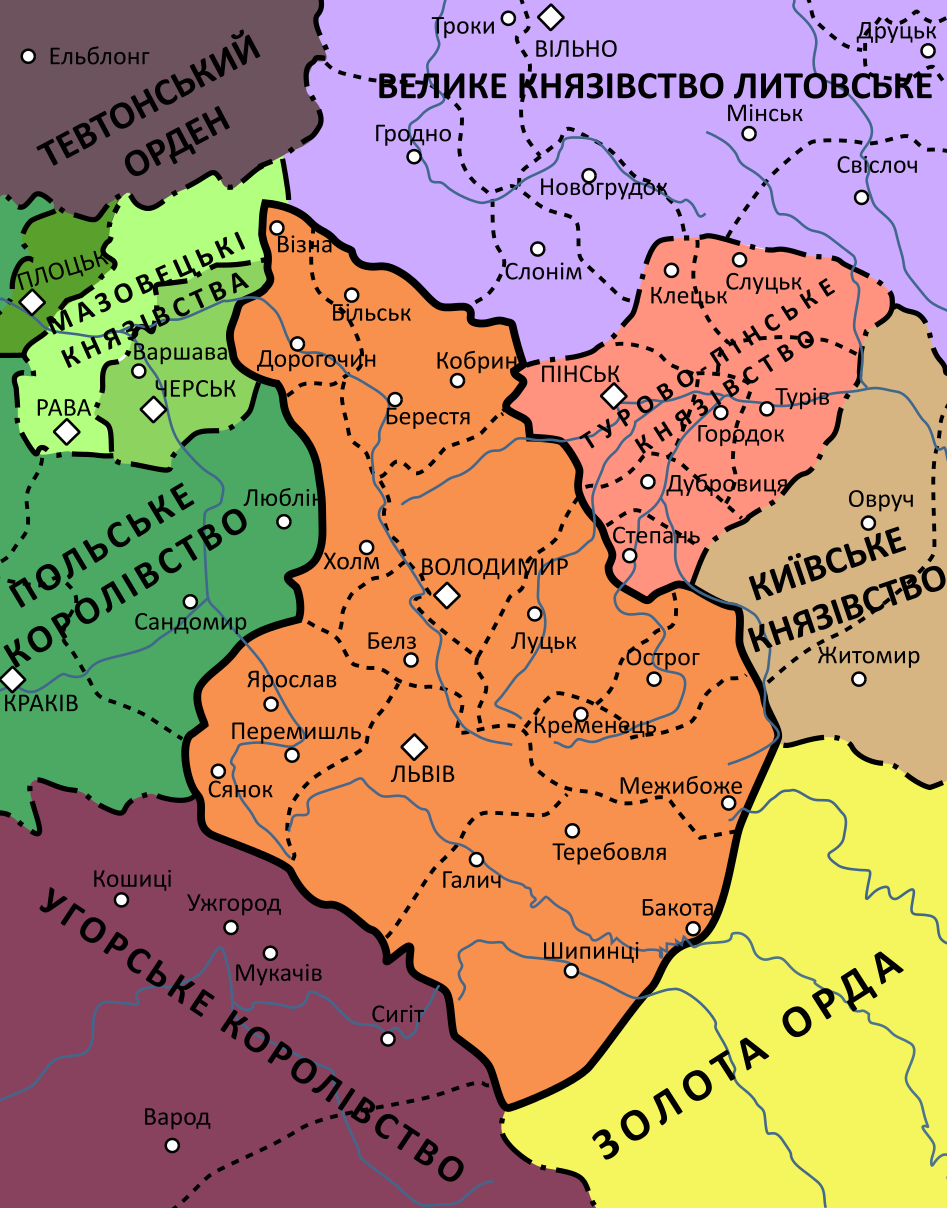
Галицько-Волинська держава за правління Юрія ІІ (1323—1340)

Після отруєння Юрія ІІ за трон Руси зараз же спалахнула війна між монархами, що були якимсь чином поєднані династичними зв'язками із Романовичами. Завчасно готовий при зібраному війську, будучи видатним стратегом, король Казимир III негайно перетнув кордон, ввійшов у руські межі, та, пройшовши Перемишльською землею, опанував Львів.
Після витиснення польського війська, бояри вирішили обрати князем і господарем Руси Любарта Гедиміновича, який вже тоді ймовірно князював на одній з Волинських вотчин, та був одним із найближчих спадкоємців престолу. Втім, згодом король Казимир ІІІ все ж закріпився на Галицьких землях та сприймав їх як повноцінну складову унійної держави, об'єднаної під владою одного правителя. Проте польську аристократію це не влаштовувало і вона домоглась беззастережного включення Королівства Русь у склад Королівства Польського. Після цієї боротьби Галицька та Волинська Русь були надовго інкорпоровані у склад ВКЛ та КП. Багаторічна суперечка з іншими монархами за владу над руською короною відома як «Довга війна». Фактично, Юрій ІІ Болеслав був останнім королем Галицько-Волинської держави.

### Сім'я
Дружина — Офка (Євфемія) Гедимінівна, дочка великого князя литовського Гедиміна. За даними Ілька Лемка, її втопили в ополонці («пустили під лід») під час заворушень після смерті чоловіка.

## Титулатура
Послуговувся титулатурою:
- Юрій Божою ласкою князь Руси (Georgius Dei gratia Dux Russiae)
- Юрій Божою ласкою князь Руси, Галичини та Володимирщини (Georgius Dei gratia Dux terrae Russiae, Galiciae et Ladomiriae)
- Юрій Божою ласкою уроджений князь усієї Руси Малої (Georgius Dei gratia natus Dux totius Russiae Minoris)
- Використовував печатку Юрія І з титулом «Божою ласкою Король Русі» (Georgius Dei gratia Rex Russiae),[26] що інколи сприймається як аргумент для королівського титулування самого Юрія Тройденовича[3].

Зустрічається варіант лат. Boleslaum II Trojden de Masovia natus dux et dominus Russiae — дослівно означає «Болеслав II Тройденович Мазовецький, природжений князь і володар Русі»[джерело?]

## У літературі
Персонаж повісті Івана Филипчака «Дмитро Детько».
«Останній володар» — роман Ярослави Дегтяренко